# Quận Chilton, Alabama
Quận Chilton là một quận thuộc tiểu bang Alabama, Hoa Kỳ.
Quận này nổi tiếng về đào. Tên của nó là để vinh danh William of Chilton, Sr (1810-1871), một luật sư đã trở thành Chánh án của Tòa án tối cao bang Alabama và sau đó đại diện quận Montgomery tại Quốc hội Hoa miền Nam của Hoa Kỳ. Tính đến năm 2000, dân số là 39.593 người. Quận lỵ là Clanton và nó là một quận cấm, hoặc quận khô.